# Фінансист (роман)
Фінансист — роман Теодора Драйзера, виданий 1912 року. Перша частина «Трилогії бажання», що складається з романів «Фінансист» (1912), «Титан» (1914) та «Стоїк» (виданий посмертно в 1947). В основу трилогії покладено історію життя Чарлза Єркса.
В романі автор в образі свого героя, Френка Ковпервуда (англ. Frank Cowperwood), показав непересічну та трагічну особистість в реальних обставинах американського життя 1860—1870-х років. Дія роману «Фінансист» відбувається в Філадельфії на фоні Громадянської війни. Більшість американців, захоплених патріотичними відчуттями, ідуть в армію, в той час як Френк Ковпервуд цинічно висміює «бідняків, простаків та недолугих недоумків, що готові підставити свої груди під кулі» та так само цинічно використовує плоди перемоги Півночі над Півднем в Громадянській війні.
В романі «Фінансист» Френк Ковпервуд, ще малопомітний та мало кому відомий, є нічим не гребуючим біржовим гравцем, що вступає в боротьбу з найбільшими біржовими воротилами і через нещасливий випадок цю боротьбу програє та потрапляє у в'язницю.
Після виходу з в'язниці Френк Ковпервуд з новою енергією вдається до шахрайських фінансових махінацій та збагачується на них, після чого вирушає до Чикаго, тодішню Мекку злочинців та бізнесменів США.